# Исаак (Цапоглу)
Епископ Исаак (род. 1967, Калос Аргос) — архиерей Александрийской православной церкви, епископ Бужумбурский и Бурундийский (с 2024).

## Биография
Родился в 1967 году в селе Калос Аргос в Греции, где окончил начальную школу. Среднее образование получил во второй и шестой гимназиях города Драмы. Окончил церковный лицей в Кавале и факультет пастырской и социальной теологии богословской школы Аристотелевского университета в Салониках.
29 мая 1986 года митрополитом Лангадасским Спиридоном (Транделлисом) в Свято-Троицком монастыре был пострижен в монашество. 18 февраля 1990 года тем же митрополитом был хиротонисан во иеродиакона, а 12 декабря 1994 года — во иеромонаха. Митрополитом Милетским Апостолом (Вулгарисом) возведён в достоинство архимандрита. В Лангадасской митрополии был управляющим церковным домом престарелых, приютом и школой-интернатом. С 1995 года назначен проповедником митрополии.
С 5 марта 1995 по 10 марта 2013 года был руководителем православного христианского братства «Лидия» в Аспровалта. С 2003 по 2007 год служил в Свято-Троицком монастыре и Халкинской богословской школе в Принкипоннисской митрополии.
13 июня 2010 года митрополитом Лангадасским Иоанном (Тассьясом) благословлён на игуменство в Свято-Троицком монастыре. Также руководил церковными лагерями и паломническим центром Лангадасской митрополии. В 2015 году оставил пост игумена и перешёл на служение проповедником в Элассонскую митрополию, где также трудился в личной канцелярии митрополита. Также с 2015 года был назначен игуменом возрождённого монастыря Святого Димитрия «Валецикос» Царицанис.
В 2017 году патриархом Константинопольским Варфоломеем возведён в достоинство архимандрита Константинопольского престола.
В 2018 году по приглашению митрополита Ботсванского Геннадия (Стандзиоса) начал служение в Ботсванской митрополии.
22 августа 2021 года Патриарх Феодор II совершил возложение рук на архимандрита Исаака (Цапоглу), клирика Элассонской митрополии, учителя патриаршей школы «Святого Афанасия», присвоив патриаршее назначение.
15 февраля 2024 года Священным синодом Александрийской православной церкви был избран для рукоположения в сан епископа Бужумбурского и Бурундийского.
25 февраля 2024 года в патриаршем монастыре святого Саввы Освященного состоялось его рукоположение во епископа Бужумбурского и Бурундийского. Хиротонию совершили: папа и патриарх Александрийский Феодор II, митрополит Леонтопольский Гавриил (Рафтопулос), митрополит Мемфисский Никодим (Приангелос), митрополит Нубийский Савва (Химонеттос), митрополит Птолемаидский Пантелеимон (Арафимос), митрополит Пилусийский Наркисс (Гаммох), митрополит Тамиафский Герман (Галанис). Присутствовали: генеральный консул Греции в Александрии Иоаннис Пиргакис, Президент греческой общины Александрии Андреас Вафиадис, президенты греческих институтов и ассоциаций, Директора и преподавательский состав греческих школ, учащиеся Александрийской патриаршей школы святого Афанасия, родители и семья рукоположенного епископа и гости из Греции.